# Deschampsia cespitosa
Deschampsia cespitosa é uma espécie de planta com flor pertencente à família Poaceae. 
A autoridade científica da espécie é (L.) P. Beauv., tendo sido publicada em Essai d'une Nouvelle Agrostographie 91, 149, 160, pl. 18, f. 3. 1812.

## Portugal
Trata-se de uma espécie presente no território português, nomeadamente os seguintes táxones infraespecíficos:
- Deschampsia cespitosa subsp. cespitosa - presente em Portugal Continental. Em termos de naturalidade é nativa da região atrás referida. Não se encontra protegida por legislação portuguesa ou da Comunidade Europeia.